# Жилан
Жила́н (каз. Жылан) — село у складі Шалкарського району Актюбінської області Казахстану. Входить до складу Тогизького сільського округу.
Населення — 149 осіб (2021; 305 у 2009, 248 у 1999, 293 у 1989).